# AS MangaSport
AS Mangasport  is een Gabonese voetbalclub uit de stad Moanda. De club werd in 1962 opgericht en werd al vijf keer kampioen. Vooral de laatste jaren doet de club het uitstekend.

## Erelijst
Landskampioen
1995, 2000, 2004, 2005, 2006, 2008, 2013/14, 2014/15, 2017/18, 2024/25
Beker van Gabon
Winnaar: 1994, 2001, 2005, 2007, 2011
Finalist: 2004, 2008
Supercup
Winnaar: 1994, 2001
Finalist: 1995

## Voormalige internationals
| - Ernest Akouassaga - Gervais Batota - Tanguy Barro - Yann Bidonga | - Alain Djissikadie - Roguy Meye - Saturnin Okogho - Nazaire Ontsigui | - Didier Ovono - Delphin Tshibanda - Anicet Yala |